# Dylan van Baarle
Dylan van Baarle (Voorburg, 21 maggio 1992) è un ciclista su strada olandese che corre per il Team Visma-Lease a Bike. Professionista dal 2014, è un corridore completo, competitivo nelle classiche e nelle brevi corse a tappe; in carriera ha vinto la Parigi-Roubaix 2022, il Tour of Britain 2014, la Dwars door Vlaanderen 2021 e la Omloop Het Nieuwsblad 2023.

## Palmarès

### Strada
- 2009 (Juniores)

Ster van Zuid-Limburg
2ª tappa Driedaagse van Axel (Axel > Axel)
3ª tappa Trofeo Karlsberg (Böckweiler > Altheim)
Campionati olandesi, Prova in linea Juniores
- 2010 (Juniores)

2ª tappa Driedaagse van Axel (Axel > Axel)
2ª tappa Vuelta al Besaya (Santillana del Mar > Ruiloba)
Campionati olandesi, Prova a cronometro Juniores
1ª tappa Liège-La Gleize (Aubel > Aubel)
- 2012 (Rabobank Continental Team)

2ª tappa Triptyque des Monts et Châteaux (Mont de l'Enclus > Mont de l'Enclus, cronometro)
Arno Wallaard Memorial
Prologo Olympia's Tour (Zandvoort > Zandvoort, cronometro)
Classifica generale Olympia's Tour
- 2013 (Rabobank Development Team)

Ster van Zwolle
Dorpenomloop Rucphen
6ª tappa Tour de Bretagne (Huelgoat > Huelgoat, cronometro)
4ª tappa Olympia's Tour (Bocholtz > Voerendaal)
Classifica generale Olympia's Tour
Campionati olandesi, Prova a cronometro Under-23
Classifica generale Internationale Thüringen Rundfahrt
Campionati olandesi, Prova in linea Under-23
- 2014 (Garmin-Sharp, una vittoria)

Classifica generale Tour of Britain
- 2018 (Team Sky, una vittoria)

Campionati olandesi, Prova a cronometro
- 2019 (Team Sky/Ineos, due vittorie)

Classifica generale Herald Sun Tour
8ª tappa Critérium du Dauphiné (Cluses > Champéry)
- 2021 (Ineos Grenadiers, una vittoria)

Dwars door Vlaanderen
- 2022 (Ineos Grenadiers, una vittoria)

Parigi-Roubaix
- 2023 (Jumbo-Visma, due vittorie)

Omloop Het Nieuwsblad
Campionati olandesi, Prova in linea

### Altri successi
- 2010 (Juniores)

2ª tappa, 1ª semitappa Liège-La Gleize (Thimister > Thimister, cronosquadre)
- 2012 (Rabobank Continental Team)

Classifica a punti Olympia's Tour
Classifica giovani Olympia's Tour
1ª tappa Internationale Thüringen Rundfahrt (Sangerhausen > Sangerhausen, cronosquadre)
- 2013 (Rabobank Development Team)

Classifica scalatori Tour de Bretagne
Classifica giovani Olympia's Tour
- 2015 (Cannondale-Garmin)

Classifica giovani Bayern Rundfahrt
- 2018 (Team Sky)

3ª tappa Critérium du Dauphiné (Pont-de-Vaux > Louhans-Châteaurenaud, cronosquadre)

### Pista
- 2014

Campionati olandesi, Americana (con Yoeri Havik)
- 2015

Campionati olandesi, Americana (con Yoeri Havik)
- 2022

Ballerup: Americana (con Yoeri Havik)

### Ciclocross
- 2008-2009

Azencross / Cross des as (Loenhout, Prova Juniores

## Piazzamenti

### Grandi Giri
- Giro d'Italia

2014: non partito (15ª tappa)
2025: 95º
- Tour de France

2015: 147º
2016: 91º
2017: 77º
2019: 46º
2020: 59º
2021: 54º
2022: 31º
2023: 42º
- Vuelta a España

2018: non partito (14ª tappa)
2020: 49º
2021: non partito (18ª tappa)
2022: 48º
2023: 88º
2024: ritirato (2ª tappa)

### Classiche monumento
- Milano-Sanremo

2016: 69º
2018: 99º
2020: 139º
2021: 30°
- Giro delle Fiandre

2014: 89º
2015: 37º
2016: 6º
2017: 4º
2018: 12º
2019: 18º
2020: 8º
2021: 10º
2022: 2º
2024: 83°
2025: 46º
- Parigi-Roubaix

2014: 64º
2015: 133º
2016: 16º
2017: 20º
2018: 19º
2019: 21º
2021: fuori tempo massimo
2022: vincitore
2023: ritirato
2024: non partito
2025: 35º

### Competizioni mondiali
- Campionati del mondo

Mosca 2009 - In linea Juniores: 49º
Mosca 2009 - Cronometro Juniores: 29º
Offida 2010 - Cronometro Juniors: 14º
Offida 2010 - In linea Juniores: ritirato
Toscana 2013 - In linea Under-23: 7º
Toscana 2013 - Cronometro Under-23: 23º
Ponferrada 2014 - Cronosquadre: 10º
Ponferrada 2014 - In linea Elite: ritirato
Richmond 2015 - Cronosquadre: 12º
Richmond 2015 - In linea Elite: 96º
Doha 2016 - In linea Elite: 48º
Yorkshire 2019 - Cronometro Elite: 15º
Yorkshire 2019 - In linea Elite: ritirato
Imola 2020 - In linea Elite: 35º
Fiandre 2021 - In linea Elite: 2º
Wollongong 2022 - In linea Elite: 27º
Glasgow 2023 - In linea Elite: 12°
- Giochi olimpici

Tokyo 2020 - In linea: 15º
Parigi 2024 - In linea: 36º

### Competizioni europee
- Campionati europei

Hooglede-Gits 2009 - Cronometro Juniores: 7º
Hooglede-Gits 2009 - In linea Juniores: 18º
Glasgow 2018 - Cronometro Elite: 10º
Glasgow 2018 - In linea Elite: ritirato
Alkmaar 2019 - In linea Elite: 26º